# عطا الله شاه الثاني سلطان قدح
بادوكا سري السلطان عطا الله محمد شاه الثاني بن السلطان ضياء الدين مكرم شاه الأول (توفي في 17 نوفمبر 1698) هو السلطان السادس عشر لسلطنة قدح. كان عهده من 1688 إلى 1698. أصبح الوصي على والده المسن عام 1682. ونقل عاصمته إلى كوتا بوكيت بينانق.

في 23 مارس 2017، عُثر على قبره مع 8 مقابر أخرى من قبل الجمعية التاريخية الماليزية على ضفاف النهر في كامبونج بوكيت بينانق، بالقرب من ألور سيتار.